# میکوی ساساکی
میکوی ساساکی (انگلیسی: Mikoi Sasaki; ۳۰ مارس ۱۹۹۱ – ) صداپیشگی در ژاپن، و بازیگر اهل ژاپن بود. وی از سال ۲۰۱۰ میلادی تاکنون مشغول فعالیت بوده‌است.